# Jonathan Mover
Jonathan Mover és un bateria estatunidenc, guanyador del premi Grammy, que ha treballat com a músic de sessió d'una gran quantitat d'artistes i bandes com Aretha Franklin, Fuel, Alice Cooper, Shakira, Julian Lennon, GTR, Everlast, The Tubes, Mick Jagger, Steve Howe, Peter Frampton, Oleander, Celine Dion, Elton John, Stuart Hamm, They Might Be Giants, Frank Gambale, Mike Oldfield, Steve Hackett, Marillion, Beastie Boys, Joe Satriani, Joe Lynn Turner, Dave Koz, Jan Hammer, Jimmy Barnes, Saigon Kick, Alan Friedman, Bernardo Lanzetti, entre
altres.

## Concerts en directe
Mover fou contractat per substituir Simon Phillips com a bateria de Mike Oldfield en l'actuació del Peter's Pop Festival (Dortmund) de 1989.